# Pedicularis ikomai
Pedicularis ikomai là loài thực vật có hoa thuộc họ Cỏ chổi. Loài này được Sasaki mô tả khoa học đầu tiên năm 1930.